# Borja García-Nieto Portabella
Borja García-Nieto Portabella (Barcelona, 1959) és un advocat català, en l'actualitat president del grup financer Riva y García, dedicat a la prestació de serveis d'agència immobiliària, administració de patrimonis, comunitats de propietaris i consultoria, entre d'altres.
Borja García Nieto es va llicenciar en Dret a la Universitat de Barcelona i va obtenir el Màster en Economia i Direcció d'Empreses a IESE.
La seva carrera professional s'ha desenvolupat en l'àrea financera i ha assumit la direcció de diversos equips de corporate especialitzats en el disseny d'operacions financeres. Prèviament a la fundació de Riva y García va ser conseller i director general a Madrid del departament internacional d'Agentes de Bolsa, participat en aquell moment per Crédit Agricole.
D’ençà de l'any 2000 és el soci responsable de capital d'inversió de Riva y García, gestionant 17 companyies en diferents fases de desenvolupament.
Present en els òrgans de gestió i administració de diferents empreses privades, ha estat conseller d'Antena 3 Televisión, Sogecable, Aviaco i Fecsa-Enher, entre d'altres, i en l'actualitat és conseller de Nacional de Reaseguros, Filmax, OC 2022 i diverses companyies de la cartera de Riva y García Private Equity.
Participa activament en diverses institucions i va ser president del Círculo Ecuestre, president de consell assessor de la Universitat Abat Oliba i membre del Patronat de la Fundació Palau 2000 - Palau de la Música Catalana.